# Gulltjärnarna (Anundsjö socken, Ångermanland, 708121-160045)
Gulltjärnarna är en sjö i Örnsköldsviks kommun i Ångermanland och ingår i Moälvens huvudavrinningsområde.